# Pizzoferrato
Pizzoferrato é uma comuna italiana da região dos Abruzos, província de Chieti, com cerca de 1.189 habitantes. Estende-se por uma área de 30 km², tendo uma densidade populacional de 40 hab/km². Faz fronteira com Civitaluparella, Gamberale, Montenerodomo, Quadri, Sant'Angelo del Pesco (IS).
É a cidade natal do wrestler Bruno Sammartino, que trabalhou para a WWE nas décadas de 60, 70 e 80.

## Demografia
| Variação demográfica do município entre 1861 e 2011                               |
|                                                                                   |
| Fonte: Istituto Nazionale di Statistica (ISTAT) - Elaboração gráfica da Wikipedia |